# Berggipfel

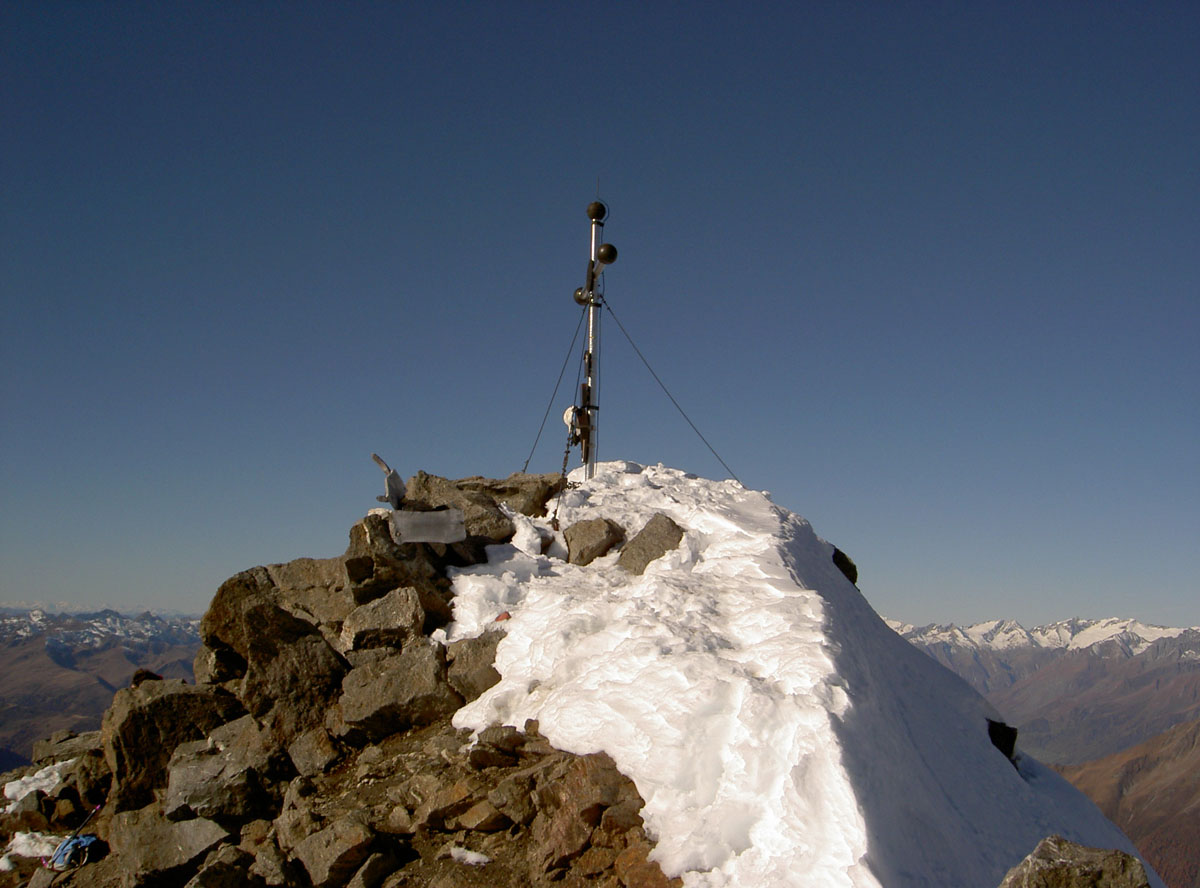
Gipfel des Hochschober (3242 m) in Tirol

Ein Gipfel ist ein lokal, das heißt innerhalb einer gewissen Umgebung, höchster Punkt eines Berges oder eines Gebirgszuges. Innerhalb eines Berges als Geländeform bilden die Gipfel die entsprechende Kleinform dazu.

## Berg, Haupt- und Nebengipfel
Typisch für Gipfel sind eigene Namen (Oronym) – ein Berg trägt in den meisten Fällen denselben Namen wie sein höchster Gipfel: Solche Bergnamenslisten spielen für die Kartografie eine wichtige Rolle. Manche mehrgipfeligen Berge tragen aber nicht den Namen eines höchsten, dafür aber beispielsweise des vom Tal aus gesehen markantesten Gipfels. Viele Gipfel im topographischen oder geodätischen Sinne sind aber ohne Eigennamen und unvermessen, besonders außerhalb der Industrienationen. In den Alpen aber ist die Dichte benannter Gipfel örtlich groß: So findet man etwa bei Chamonix, auf den weniger als vier Kilometern von der Aiguille du Midi zur Aiguille de Trélaporte über 50 gängige Gipfelnamen – im Durchschnitt einer alle 80 Meter.
Geodätisch-topographisch kennzeichnend für einen eigenständigen Gipfel ist eine amtliche Kote (Vermessungspunkt).

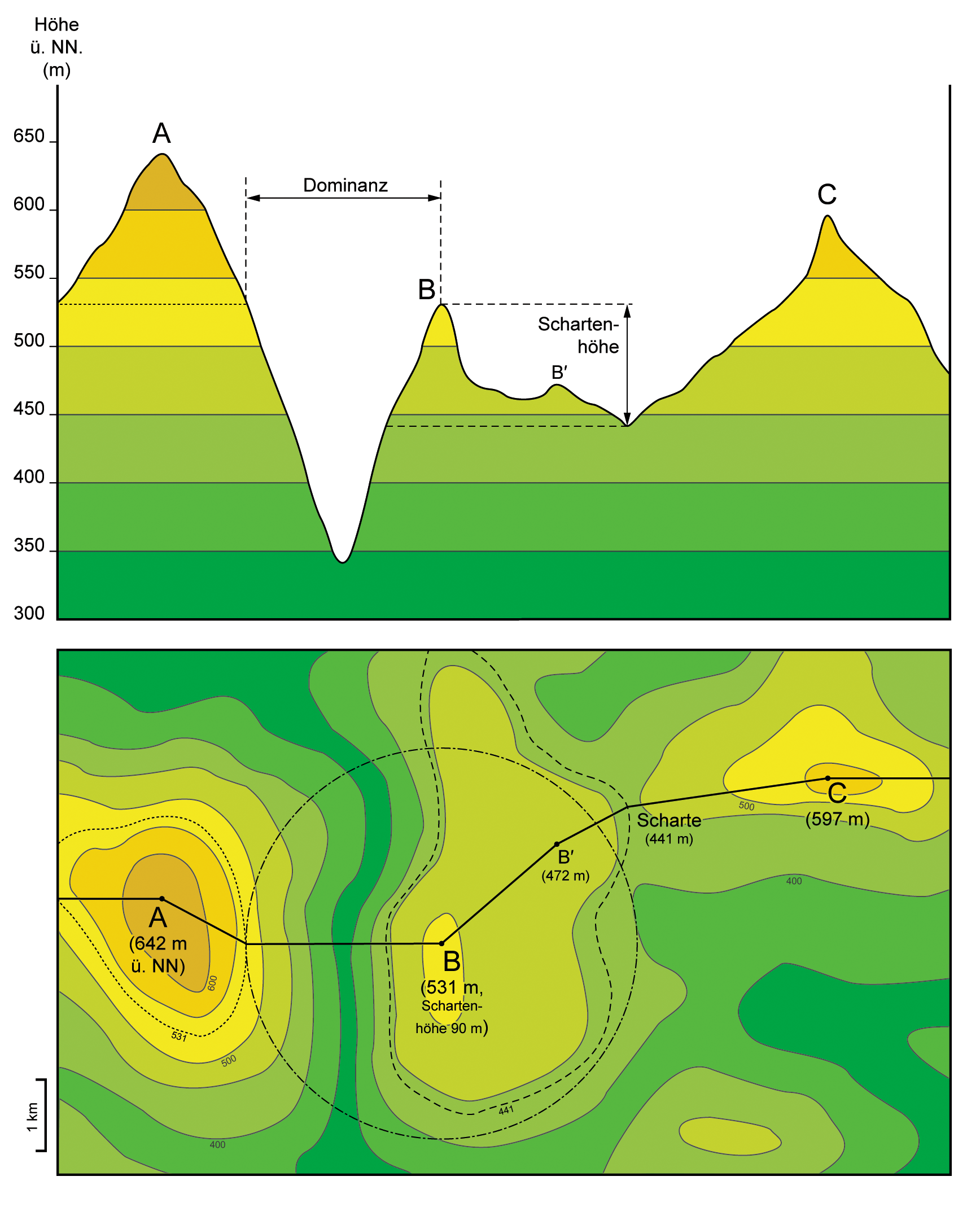
Innerhalb des Dominanzradius des mittleren Bergs B ergibt sich aus der Höhe der tieferen, linken Scharte relativ zur Gipfelhöhe von B die Reliefenergie.
Die Reliefenergie des Gesamtausschnitts ergibt sich aus der Tiefe dieser Scharte relativ zum höchsten Gipfel A.

Meistens wird der absolut gesehen höchste Gipfel einer Bergformation als Hauptgipfel, die anderen Gipfel als Vorgipfel, Nebengipfel oder Wintergipfel bezeichnet. Bei zwei annähernd gleich hohen Gipfelpunkten spricht man häufig von einem Doppelgipfel. Bei Vulkanen mit Gipfelkrater sind Gipfelauszeichnungen unüblich. Bei Plateaugipfeln wird im Allgemeinen nur der höchste Punkt ausgezeichnet.
Geläufige geografisch-topographische Kriterien für die Eigenständigkeit eines Berges beziehen sich in der Hauptsache darauf, wie weit ein Gipfel sein Umland überragt (Reliefenergie und Schartenhöhe) und wie weit die nächsthöhere Stelle im Gelände entfernt ist (Dominanz), aber auch andere Parameter können eine Rolle spielen.
Bei der Erstellung von Gipfellisten und im Kontext des Bergsteigens in allen Gebirgen der Erde, und der enormen Bedeutung, die der „Gipfelsieg“ dort einnimmt, wurden verschiedene Kriterien entworfen, um „selbstständige Berge“ zu definieren bzw. Haupt- und Nebengipfel voneinander abzugrenzen. Es gibt aber kein allgemein anerkanntes solches Kriterium.
Im Folgenden sind einige solche Definitionsversuche exemplarisch aufgezählt:

### Berg
- Um bei einem Gipfel auch von einem eigenständigen Berg zu sprechen, werden für die Alpen beispielsweise Schwellenwerte von mindestens 100[2] bis 300[3] Metern Schartenhöhe angegeben.
- Für den Himalaya gilt eine Schartenhöhe von 500 Metern als Maß der Eigenständigkeit eines Berges.[4] Neben den 14 Achttausendern gibt es noch eine Reihe weiterer Gipfel, die zwar die Höhe von 8000 Metern, nicht aber diesen Schwellenwert überschreiten. Sie gelten deshalb als Nebengipfel.
- In Schottland wird nach der etwa 80 Jahre alten Einteilung von Corbett eine Eigenständigkeit erst als gegeben angesehen, wenn die Schartenhöhe mindestens 500 Fuß beträgt, also 152 Meter – und dies bei verhältnismäßig geringen Gipfelhöhen von unter 1500 Metern.[3] Jedoch werden schottische Munros auch bei wesentlich geringeren Schartenhöhen als eigenständig betrachtet.
- Darüber hinaus werden manchmal auch andere, kompliziertere Kriterien in Umlauf gebracht, die Absoluthöhe, Schartenhöhe und Dominanz in gewichteter Form einbeziehen.[4]

### Gipfel
- Die UIAA benennt in ihrer Liste der Viertausender in den Alpen eine Erhebung meist dann als Gipfel, wenn die Schartenhöhe mindestens 30 m beträgt. Darüber hinaus bezieht sie in ihre Bewertung aber auch noch andere, schwerer zu definierende Kriterien wie die Morphologie des Berges und seine alpinistische Bedeutung mit ein.[5]
- In der Kletterei sind auch deutlich kleinräumigere Begriffsbildungen zu ‚Gipfel‘ zu finden, so etwa im Klettergebiet Sächsische Schweiz. Hier werden Klettergipfel gemäß den Sächsischen Kletterregeln als „freistehende Felsen, die […] nur durch Kletterei oder durch Überfall, Übertritt oder Sprung von benachbarten Felsen zu ersteigen sind […],“ festgesetzt.[6] Auf Felsen, die dieses Kriterium nicht erfüllen, darf hier nicht geklettert werden.

## Geländeformationen
Zur Formenfülle von Berggipfeln trägt die Gesteinsart und ihre Klüftung, die vorherrschende Erosion bzw. Verwitterung und die Tektonik (Gebirgsbildung) bei. Auch der Bewuchs kann eine gewisse Rolle spielen. Der geologische Aufbau eines Gipfels kann sich von seiner Umgebung unterscheiden, etwa verschiedene Sedimentbänke in den Kalkalpen, oder der Schieferdecke des Zentralkristallins (Großglockner), oder den Zeugenbergen und Klippen der Ebenen, oder bei vulkanischer Genese. Die Gipfel bilden die Gipfelflur einer Bergregion.

## Etymologie
Das Wort Gipfel ist seit etwa 1400 bezeugt (oberdeutsch bei Oswald von Wolkenstein) und seit dem 15./16. Jahrhundert schriftsprachlich. Dialektformen sind u. a. Gippel, Giffel, Gipf und Güpfel. Letzteres dürfte nach Grimm die ursprünglichere Form sein (vergl. Hülfe → Hilfe), während das verwandte Wort Gupf heute abgerundete Formen bezeichnet. Vorgipfel ist ähnlich alt, Nebengipfel eine jüngere Neubildung.
Seit etwa 1700 wird ‚Gipfel‘ auch bildlich verwendet. Das zugehörige Verb gipfeln kann neben Bergen zum Beispiel auch Wolken, Bäume, Bauwerke, Geräte oder Vorgänge beschreiben. Im Pflanzenbau und Forstwesen bedeutet ‚Gipfel‘ auch synonym Wipfel. Verwandt ist das Wort mit Giebel, dem Spitz eines Daches, wie auch dem Kipferl (Teigspitz).

### Bergnamen nach der Form der Gipfel
Die Form von Gipfeln spiegelt sich oft im Grundwort ihrer Namen wider, während sich der erste Namensteil (Bedeutungswort) aus der Lokalität (Orts- oder Talname, Gestein, Farbe, Flora, Gefährlichkeit, Wetter usw.) ergibt:
- die Suffixe -berg oder -gipfel/-gippel implizieren keine bestimmte Form
- Felsgipfel allgemein stehen als Fels, Stein, Klapf
- scharfe oder sehr steile Pyramidengipfel heißen oft Spitze (rätorom. Piz bzw. im Kollektivplural Pizza, in etwa wiederzugeben als Gespitz), Eck, Horn (z. B. Horn (Gipfel)) bzw. schweiz. Gorner/ ital. Corno (lat. Cornu), engl. Peak, auch: First, Riffel
- Gipfelmassive, breite Formationen mit flachen Gipfelplateau und wenig ausgeprägtem Hauptgipfel lauten auf Stock
- Freistehende Massive mit annähernd senkrechten Abbrüchen nennt man Zinne (Zinken), Nadel, ital. Cima, frz. Dent (‚Zahn‘) oder Aiguille (vom lateinischen Wort acus, Nadel), mit Plateau Turm, ital. Torre
- bei markanten Felsabstürzen mit -wand, Fels, Kanzel, Fluh
- ein runder Gipfelaufbau wird in der Geomorphologie als Kuppe bezeichnet, der Name kann mit dem Suffix Kuppe/Koppe (wahrscheinlich zu lat. cuppa ‚Becher‘), auch Staff, Stauf (mhd. ‚Trinkbecher‘ wie in Staufen), oder Kogel/Kofel, Kopf/Köpfel, Nock, Gupf (vergl. Gipfel), oder Kulm (lateinisch culmen, ‚Höhepunkt‘ oder slaw. *chlm ‚Fels‘) bezeichnet werden, wuchtige Massive auch Dom
- ein flacher Gipfelbereich mit Höhe, Alpe oder Stuhl, auch Himmel, bzw. mit speziell lokalen Bezeichnungen wie Fluh, Eibl (Älpl)
- als Plateau: Tafelberg

Der Übergang zwischen zwei benachbarten Berggipfeln wird Sattel oder Pass genannt, in den Alpen werden je nach ihrer Form und Steilheit auch Scharte, Joch im Namen verwandt. Tatsächlich nimmt man an, dass viele der Bergnamen ursprünglich von den – historisch-landschaftskundlich viel bedeutenderen – Passübergängen oder Höhenfluren auf die ausbildenden Gipfel und dann auch die Gebirgsformationen übergegangen sind, wie in der Diskussion um die Tauern und die Alpen insgesamt zugrunde gelegt, und auch bei Joch (Hochjoch) zu finden.

## Wissenschaft
Bei den Geo-Wissenschaften finden sich viele Fachgebiete, welche sich mit Bergen und Gipfeln befassen, die folgende Reihenfolge versucht eine sinnvolle Hierarchie abzubilden:
- Geographie
- Kartographie
- Geodäsie
- Physische Geographie
- Geomorphologie
- Orografie